# Dead Cells
Dead Cells — компьютерная инди-игра в смешанном жанре roguelike и метроидвании, разработанная и выпущенная французской студией Motion Twin для платформ Windows, MacOS и Linux, игровых консолей Nintendo Switch, PlayStation 4 и Xbox One в 2018 году; ранее в течение года предварительные версии игры предлагались игрокам через систему раннего доступа. Позже игра была портирована на iOS и Android.
В ходе Dead Cells игрок управляет существом, пытающемся выбраться из лабиринта. Уровни игры, выполненные в духе двухмерного платформера, генерируются процедурным образом; по ним разбросаны враги и различные сокровища, в том числе оружие со случайно генерируемыми характеристиками. Подобно играм в жанре roguelike, у персонажа Dead Cells только одна «жизнь» — если он погибнет, игрок будет вынужден начать игру с самого начала. Некоторые единожды полученные способности, открывающие доступ к новым, ранее недоступным областям игры, переносятся и в последующие прохождения. Концепция игры сильно менялась в ходе разработки: первоначально Dead Cells задумывалась как tower defense с обороной базы от полчищ зомби, но позже была полностью переработана под вдохновением от The Binding of Isaac. Dead Cells получила чрезвычайно высокие оценки критики — обозреватели отмечали привлекательную визуальную часть, сложный, но увлекательный игровой процесс и чрезвычайно высокое качество игры в целом.

## Игровой процесс

Геймплей Dead Cells. Уровни игры, выполненные в духе двухмерного платформера, генерируются процедурным образом.

Жанр Dead Cells описывается как «roguevania» — сочетание жанров roguelike с их процедурно генерируемыми уровнями и метроидваний с их action-геймплеем и связными мирами, требующими постепенного исследования. Существо, которым управляет игрок, представляет собой разумный сгусток клеток, в каждом новом прохождении завладевающий трупом одного из казнённых заключённых в огромной тюрьме. В ходе игры персонаж обследует различные подземелья, побеждает населяющих их врагов и собирает многочисленные предметы. Персонаж может носить с собой два оружия и два вспомогательных предмета и находить в подземельях новые — от мечей и метательных ножей до гранат, капканов и турельных установок. Оружие и предметы обладают разными случайно генерируемыми характеристиками и дополнительными эффектами, наподобие серии Diablo. Так, оружие может наносить повышенный урон истекающим кровью врагам или заставлять трупы поверженных противников взрываться. Выпадающие из побеждённых врагов предметы — «клетки» — позволяют в конце каждого уровня приобретать постоянные бонусы, как, например, возможность больше раз использовать склянку для восстановления здоровья или особо мощное оружие по найденным в подземельях чертежам. Клетки можно потратить только в конце уровня; если игровой персонаж погибнет, не добравшись до выхода с уровня, он потеряет все собранные клетки.
Каждый уровень при каждом новом прохождении генерируется случайным образом: игра создаёт запутанные лабиринты из заранее подготовленных элементов, размещая в них врагов и предметы. Подобно серии Dark Souls, игра проводит игрока через сражения с врагами со сложным поведением и предполагает, что персонаж будет часто погибать, а игрок — учиться на своих ошибках. Хотя большинства сражений в игре можно избежать, в ходе прохождения Dead Cells игрок должен победить нескольких особо сложных боссов.
Dead Cells поддерживает интеграцию с видеостриминговым сервисом Twitch — это упрощает трансляцию игры через интернет и позволяет зрителям трансляции влиять на игровой процесс, например, голосуя в чате, каким путём должен двинуться игрок.

## Разработка
Компания Motion Twin занималась разработкой браузерных и мобильных игр с 2001 года. С годами этот рынок менялся и становился всё более конкурентным, и работа над новыми играми требовала все более строгой дисциплины, инвестиций и маркетинговых исследований. Такая ситуация угнетала разработчиков, и они задумывались о роспуске студии, но в итоге договорились о том, что будут совместно разрабатывать «что-то, во что они сами бы хотели играть… что-то сложное, ультра-нишевое, с пиксельной графикой и безумной сложностью», даже зная, что игра такого рода потенциально может отпугнуть, а не привлечь игроков.
Первоначально Motion Twin намеревались сделать продолжение одной из своих предыдущих игр, браузерной Die2Nite — многопользовательской игры в жанре tower defense, выпущенной в 2008 году. Die2Nite предлагала группе до 40 игроков оборонять город от полчищ зомби: в течение каждого дня игры игроки строили укрепления для защиты от зомби, и в конце дня игра проверяла укрепления, сообщая игрокам, удалось ли зомби преодолеть их и ворваться в город или нет. Первоначально Dead Cells разрабатывалась как развитие той же идеи — игроки должны были строить укрепления днём, а ночью непосредственно сражаться с зомби; игра должна была распространяться по модели free-to-play. Согласно одной из ранних задумок разработчиков, победителем в игре мог стать только один игрок, и каждый участник многопользовательского режима должен был решать, когда и как предать товарищей по строительству крепости — нанести удар самому, пока никто не видит, или предоставить зомби сделать всю грязную работу. Хотя концепция поочерёдного строительства крепости и её обороны против зомби хорошо работала с большими группами игроков, она оказался не слишком интересной в однопользовательском режиме. В 2014 году студия представила на мероприятии Big Indie Pitch версию Dead Cells, рассчитанную на одного игрока — в этом варианте игрок также поочерёдно проходил через фазы сражений и подготовки к ним; концепция заняла на мероприятии второе место. В дальнейшем разработчики решили вовсе исключить из игры фазу подготовки к сражениям как слишком скучную и медлительную. Лишь к концу 2015 года концепция игры приняла окончательный вид — из tower defense игра превратилась в action-платформер.
Motion Twin заимствовала идею турелей из многопользовательского шутера Team Fortress 2: один из доступных игрокам классов в этой игре, инженер, может строить турельные установки и другие объекты, помогающие другим игрокам. Турели и некоторые другие элементы, включённые в Dead Cells на этапе, когда она разрабатывалась как tower defense, перешли и в финальную версию игры, хотя и перестали быть основным оружием в арсенале игрового персонажа. Разработчики не хотели, чтобы игрок привык постоянно использовать одну и ту же комбинацию оружия или навыков, как это происходит в играх наподобие Dark Souls — игра должна была подталкивать игрока к тому, чтобы опробовать новые комбинации оружия и навыков и экспериментировать. По словам продюсера Motion Twin Стива Филби, на Dead Cells огромное влияние оказала игра The Binding of Isaac, игровой процесс которой полностью зависит от комбинации собранных игроком предметов — «в этом главное удовольствие от игры». Чтобы дать игроку достаточно вариантов на выбор, разработчики создали около 50 различных видов оружия, стараясь делать его как можно более разнообразным, так, чтобы с каждым видом оружия были связаны уникальные геймплейные возможности. При этом особое внимание уделялось не только характеристикам, но и анимации оружия, и тактильным ощущениям при игре с геймпадом, чтобы взмахи и удары оружием ощущались как нечто приятное и правдоподобное.
Разработчики приняли решение воспользоваться системой раннего доступа в сети цифровой дистрибуции Steam, чтобы, с одной стороны, привлечь интерес к игре до выхода, а с другой — получать в реальном времени отзывы от игроков по особенностям игры и балансу, связанному с процедурной генерацией. Это решение было непростым: в 2015 году инди-разработчики сталкивались с «индипокалипсисом», выпуском настолько огромной массы инди-игр в Steam и на мобильных платформах, что отдельные игры рисковали остаться незамеченными. Motion Twin постаралась обеспечить выход в ранний доступ достаточно полной версии игры, чтобы заинтересовать игроков — к этому времени игра была завершена на 30-40 %, включала в себя напряжённые бои и множество уже готовых элементов геймплея. Ранний доступ позволил разработчикам постепенно устранять проблемы с балансом: они не хотели, чтобы Dead Cells наказывала игрока за определённый стиль игры, и ориентировались на отзывы игроков. Связь с игроками также позволила им убедиться в необходимости сделать сражения с рядовыми противниками как можно более короткими, а ориентирование в пределах уровня — как можно более простым. Согласно планам, игра должна была провести в раннем доступе около года — за это время студия должна была завершить игру, пользуясь как отчётами игроков о замеченных ошибках, так и их предложениями по улучшению игры. По мнению ведущего дизайнера Себастьена Бенара, от 40 до 50 % возможностей, доступных игроку в финальной версии Dead Cells, были введены в игру благодаря отзывам игроков за время, пока игра оставалась в раннем доступе.
Предварительная версия игры была выпущена 10 мая 2017 года только для Microsoft Windows; 26 июня того же года игра также стала доступна для компьютеров под управлением macOS и Linux. В ноябре 2017 года все ещё незаконченная игра появилась в сети цифровой дистрибуции GOG — этот сервис раньше торговал играми прошлых лет, но также проявлял интерес и к играм, ещё находящимся в разработке. В январе 2018 года Motion Twin заявила, что планируют выпустить версии игры для игровых консолей Nintendo Switch, PlayStation 4 и Xbox One одновременно с выходом версии для Windows из раннего доступа — в августе 2018 года. У студии не было планов по созданию сиквела; вместо этого планы по развитию игры включали в себя добавление в игру поддержки пользовательских модификаций, чтобы игроки сами могли развивать игру после выхода. Студия приняла решение разрабатывать для игры загружаемый контент и искать другие способы дополнять и расширять игру.
Полная версия Dead Cells была выпущена в сети цифровой дистрибуции 7 августа 2018 года; позже в этом же месяце в продажу были выпущены и физические копии игры.

## Восприятие
| Сводный рейтинг       | Сводный рейтинг                                    |
| Агрегатор             | Оценка                                             |
| --------------------- | -------------------------------------------------- |
| GameRankings          | - (PC) 88,92 % - (NS) 88,13 % - (PS4) 88,00 %      |
| Metacritic            | (PC) 89/100 (PS4) 87/100 (NS) 89/100 (XONE) 91/100 |
| Иноязычные издания    |                                                    |
| Издание               | Оценка                                             |
| Eurogamer             | 8/10                                               |
| Game Informer         | 9/10                                               |
| GameSpot              | 9/10                                               |
| GameStar              | 8/10                                               |
| IGN                   | 9,5/10                                             |
| Jeuxvideo.com         | 9/10                                               |
| PC Gamer (US)         | 90/100                                             |
| Shacknews             | 9/10                                               |
| Русскоязычные издания |                                                    |
| Издание               | Оценка                                             |
| 3DNews                | 9/10                                               |
| Gameplay              | [ 38 ]                                             |
| Riot Pixels           | 85 %                                               |
| StopGame.ru           | «Изумительно»                                      |
| «Игромания»           | 8/10                                               |
| «Игры Mail.ru»        | 8,5/10                                             |
| «Канобу»              | 6/10                                               |

В течение примерно года после выхода в ранний доступ было продано более 730 000 цифровых копий Dead Cells; незадолго до выхода полной версии игры продажи превысили 850 000 копий. В июле 2018 года, благодаря уязвимости в защите Steam Web API, стало известно, что точное количество пользователей сервиса Steam, которые играли в игру хотя бы один раз, составляет 834 231 человек.
Игра заняла второе место в номинации «Лучшая action-игра 2017 года» по версии IGN, и также была номинирована на награды «Лучший визуальный дизайн» и «Лучшая инди-игра» на церемонии Golden Joystick Awards в 2018 году.
Саундтрек композитора Йоана Лолана был выпущен в продажу в цифровом виде 10 мая 2017 года. Кроме этого, 5 июля 2018 компания Laced Records выпустила версию саундтрека на двух виниловых пластинках.

## Влияние
В августе 2024 года для роуглайк-шутера Roboquest вышло обновление, добавляющее персонажей и предметы из Dead Cells.